# Viborgvej (Mundelstrup)
 For alternative betydninger, se Viborgvej. (Se også artikler, som begynder med Viborgvej)
 Viborgvej   er en 2 sporet motortrafikvej der går fra Tilst ved Aarhus til lige øst for Sabro. Den er en del af Primærrute 26, der går imellem Aarhus, Viborg, Skive, Thisted og Hanstholm.

## Forløb
Motortrafikvejen begynder i Tilst, hvor Viborgvej krydser Tilst Vestervej. Herfra fortsætter den mod vest. Den passerer Østjyske Motorvej E45, hvor der mod nord forbindelse til bl.a. Aalborg, og mod syd forbindelse til bl.a. Vejle. Motortrafikvejen fortsætter syd om Mundelstrup og ender lige øst for Sabro. Herfra forsætter Viborg som almindelig hovedvej i retning mod Viborg.

## Historie
I 1990 blev der vedtaget en projekteringslov, som gav transportministeren bemyndigelse til at projektere en udbygning af Primærrute 26 til motorvej eller motortrafikvej mellem Aarhus og Hanstholm. En overordnet korridor for udbygning af vejen fulgte med loven. På baggrund af projekteringsloven er der på Primærrute 26 blevet gennemført en række forbedringer. Motortrafikvejen syd om Mundelstrup er en af forbedringerne, og den åbnede for trafik i 1994.

## Fremtid
I en bred trafikaftale i 2021 besluttede regeringen og oppositionen at sætte 1,3 mia. af til en fire sporet motortrafikvej i stedet for en motorvej mellem Østjyske Motorvej E45 og Svenstrup. Derudover skulle Vejdirektoratet opdatere den nuværende VVM-redegørelse som var fra 2011-2012 af en motorvej (Viborgmotorvejen) mellem Østjyske Motorvej E45 og Hammel og motortrafikvej videre til Søbyvad, til en motortrafikvej mellem Østjyske Motorvej E45 og Svenstrup.